# ویلی دبوسخر
ویلی دبوسخر (انگلیسی: Willy Debosscher؛ زادهٔ ۱۴ فوریهٔ ۱۹۴۳) دوچرخه‌سوار اهل بلژیک است.